# Ле-Боск (Арьеж)
Ле-Боск (фр. Le Bosc) — коммуна во Франции, находится в регионе Юг — Пиренеи. Департамент коммуны — Арьеж. Входит в состав кантона Фуа-Рюраль. Округ коммуны — Фуа.
Код INSEE коммуны — 09063.

## Население
Население коммуны на 2008 год составляло 108 человек.
| 1962 | 1968 | 1975 | 1982 | 1990 | 1999 | 2008 |
| ---- | ---- | ---- | ---- | ---- | ---- | ---- |
| 95   | 104  | 122  | 94   | 115  | 136  | 108  |

## Экономика
В 2007 году среди 73 человек в трудоспособном возрасте (15—64 лет) 47 были экономически активными, 26 — неактивными (показатель активности — 64,4 %, в 1999 году было 60,0 %). Из 47 активных работали 34 человека (17 мужчин и 17 женщин), безработных было 13 (10 мужчин и 3 женщины). Среди 26 неактивных 4 человека были учениками или студентами, 4 — пенсионерами, 18 были неактивными по другим причинам.